# FDP-Bundesparteitag 1971
Koordinaten: 47° 59′ 12,7″ N, 7° 52′ 21,7″ O

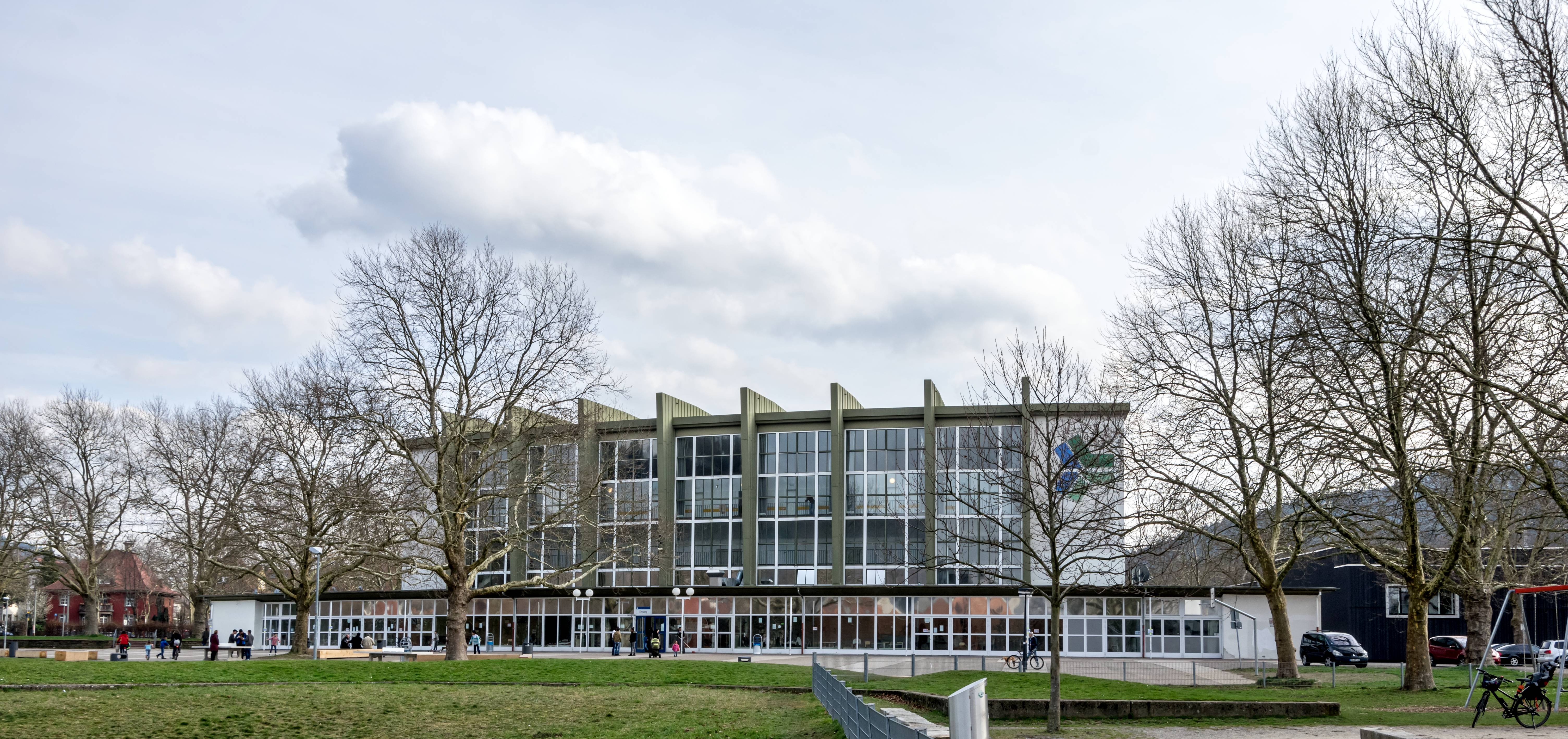
Stadthalle Freiburg

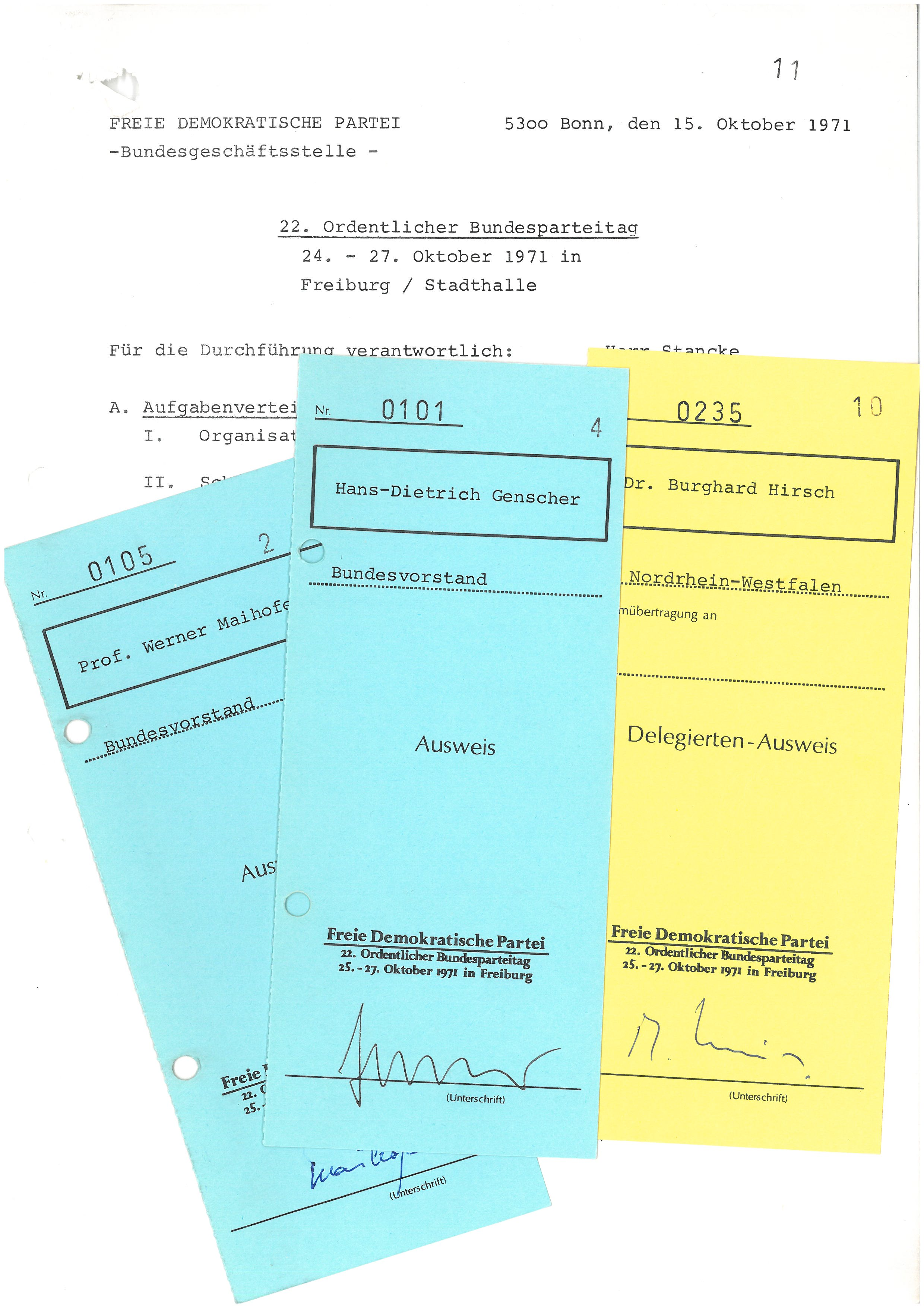
Stimmkarten von Werner Maihofer, Hans-Dietrich Genscher und Burkhard Hirsch sowie Organisationsschreiben zum Parteitag

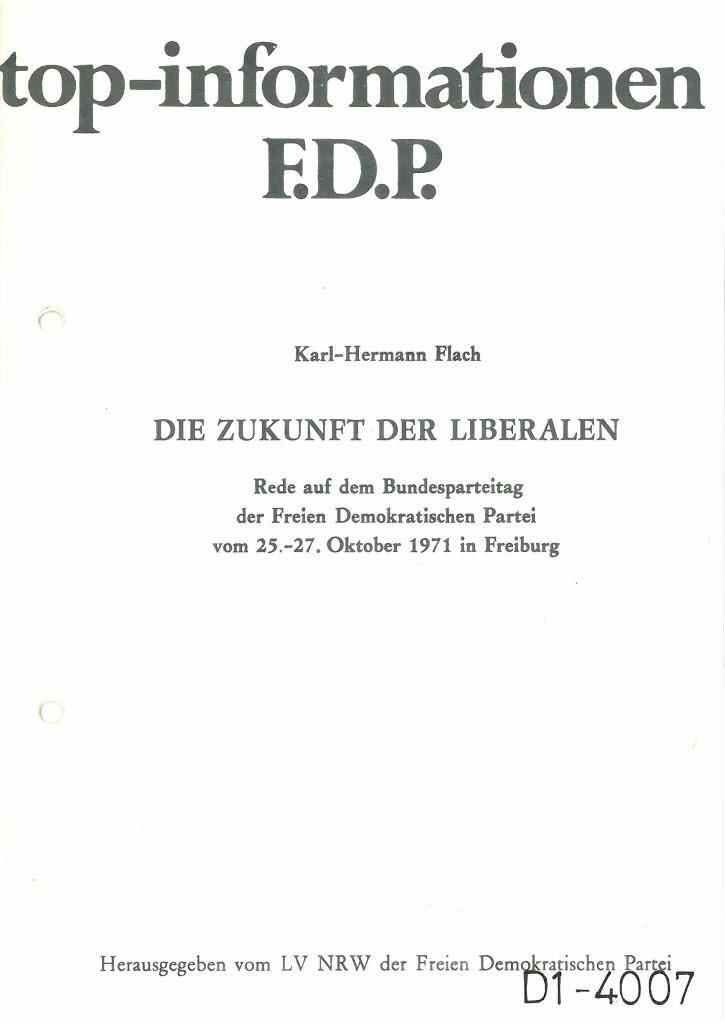
Broschüre: Flach-Rede 1971

Den Bundesparteitag der FDP 1971 hielt die Freie Demokratische Partei vom 25. bis 27. Oktober 1971 in Freiburg ab. Es handelte sich um den 22. ordentlichen Bundesparteitag der FDP in der Bundesrepublik Deutschland.

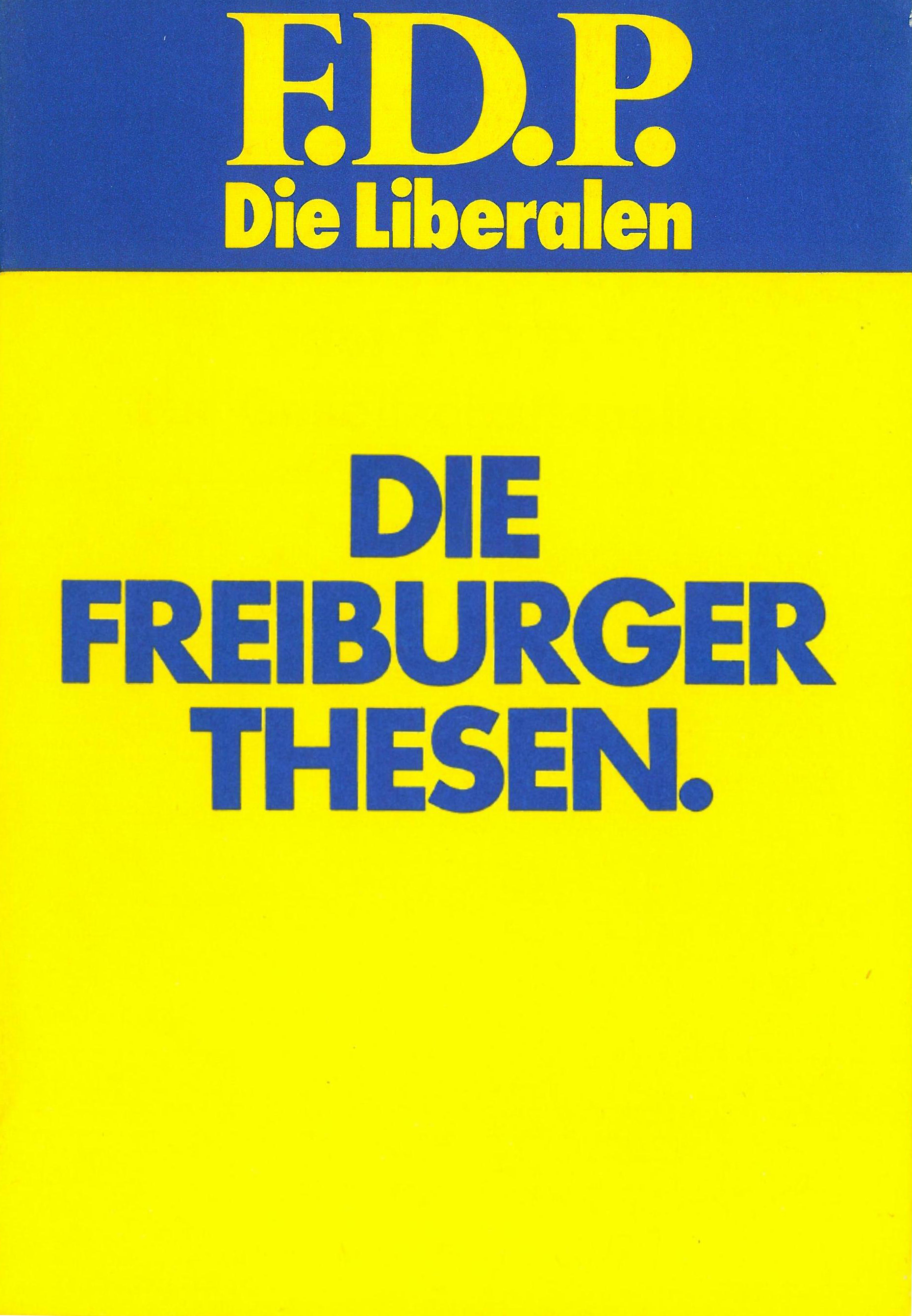
Broschüre: Freiburger Thesen (Ausgabe von 1976)

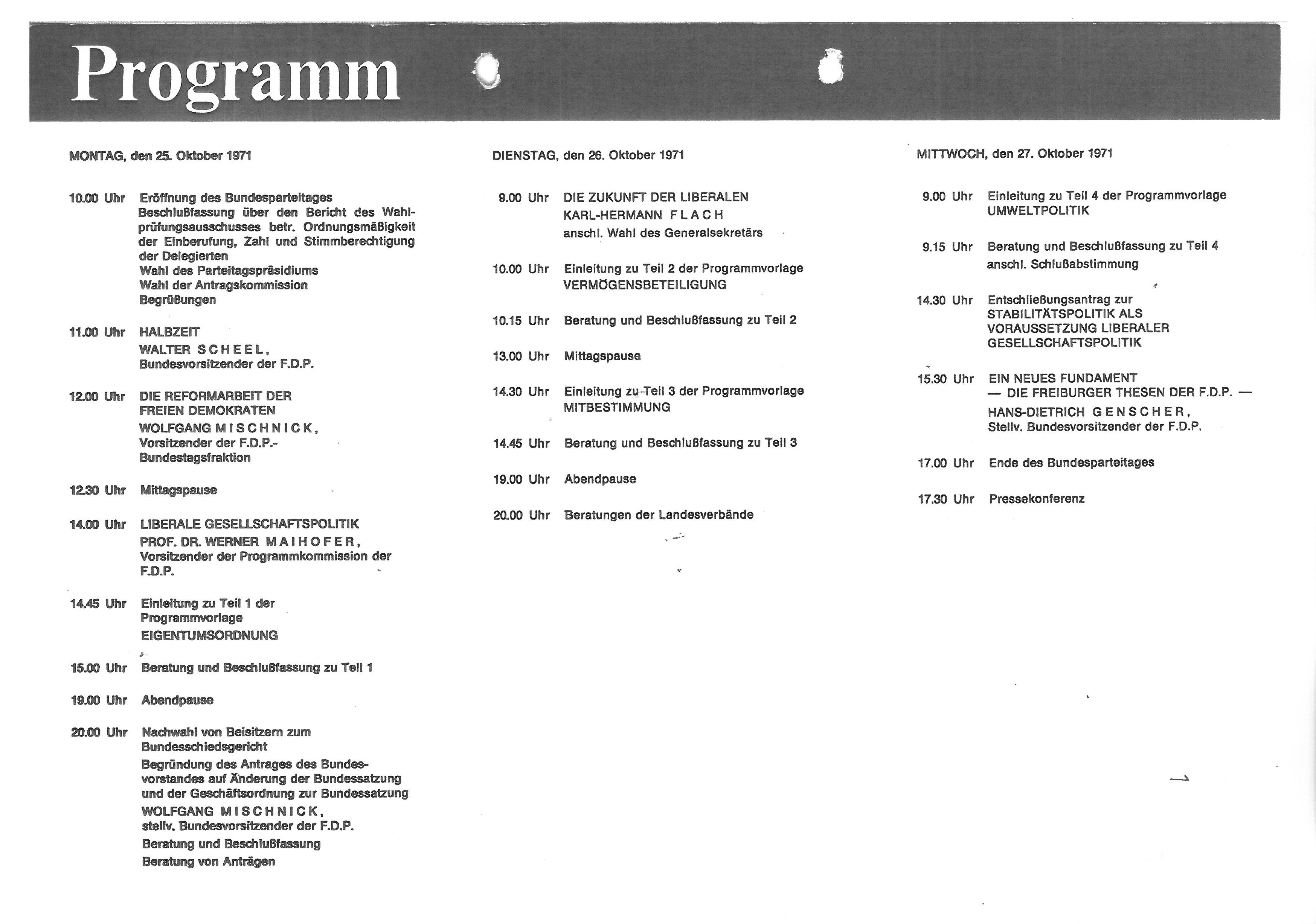
Programm des Parteitags

## Verlauf und Beschlüsse
Der Parteitag begann mit einer Rede des Bundesvorsitzenden Walter Scheel, in der er eine Halbzeitbilanz der sozialliberalen Regierungsarbeit zog. An den folgenden drei Tagen wurde das neue Parteiprogramm diskutiert und beschlossen.
Ganz ähnlich wie beim ersten Parteitag in der südbadischen Stadt dreieinhalb Jahre früher wurde erneut eine wichtige Personalentscheidung getroffen. Denn erstmals installierten die Delegierten das Amt eines Generalsekretärs.
Außerdem beschloss man mit den „Freiburger Thesen“ ein neues Programm, welches das Berliner Programm von 1957 ablöste. Darin waren wichtige sozial- und gesellschaftspolitische Themenfelder wie Eigentumsordnung, Mitbestimmung, Vermögensbildung und Umweltschutz (!) behandelt. Es stand ganz im Zeichen der durch die Studentenbewegung der späten 1960er Jahre ausgelösten politischen Diskurse und diente auch der Positionierung im Sinne der seit 1969 bestehenden sozialliberalen Koalition. Vor allem die von Werner Maihofer verfasste anspruchsvolle Einleitung wurde als Neupositionierung im Sinne eines sozialen und reformorientierten Liberalismus in der Tradition Friedrich Naumanns verstanden. Karl-Hermann Flach, der neue FDP-Generalsekretär, hatte zwar nicht an der Formulierung der Freiburger Thesen mitgewirkt, aber kurz zuvor mit seiner Streitschrift „Noch eine Chance für die Liberalen“ ganz ähnliche Perspektiven für die FDP aufgezeigt.
Der Freiburger Parteitag bekräftigte auf der einen Seite inhaltlich-programmatisch die Koalitionsbildung mit der SPD vom Oktober 1969, wurde aber zugleich auch als Aufbruch zu neuen liberalen Ufern empfunden. Diese Stimmung trug viel zum Erfolg bei den Bundestagswahlen vom November 1972 bei. Allerdings änderten sich bereits im Folgejahr im Zuge der „ersten Ölkrise“ ganz massiv die als zu optimistisch eingeschätzten wirtschaftlichen Rahmenbedingungen. Dieser Entwicklung trug die FDP 1977 mit einer „marktwirtschaftlichen Ergänzung“ der Freiburger Thesen in Form der „Kieler Thesen“ Rechnung, die auf dem FDP-Bundesparteitag im November 1977 verabschiedet wurden.